# Анна-Марія Фернандес
Анна-Марія Фернандес (англ. Anna-Maria Fernandez; нар. 22 жовтня 1960) — колишня американська тенісистка.
Найвищу одиночну позицію світового рейтингу — 19 місце досягла 5 березня 1980, парну — 44 місце — 3 серпня 1987 року.
Здобула 4 парні титули.
Найвищим досягненням на турнірах Великого шолома був чвертьфінал в парному розряді.
Завершила кар'єру 1989 року.

## Фінали Туру WTA

### Одиночний розряд 1
| Легенда        |   |
| Великий шлем   | 0 |
| Чемпіонати WTA | 0 |
| Tier I         | 0 |
| Tier II        | 0 |
| Tier III       | 0 |
| Tier IV & V    | 0 |

| Результат | Ранг | Дата             | Турнір                    | Покриття | Суперниця      | Рахунок  |
| Поразка   | 1.   | 6 листопада 1978 | Eckerd Open, Флорида, США | Тверде   | Вірджинія Вейд | 4–6, 6–7 |

### Парний розряд 5 (4–1)
| Легенда        |   |
| Великий шлем   | 0 |
| Чемпіонати WTA | 0 |
| Tier I         | 0 |
| Tier II        | 0 |
| Tier III       | 0 |
| Tier IV & V    | 0 |

| Титули за покриттям |   |
| Тверде              | 3 |
| Ґрунт               | 0 |
| Трава               | 1 |
| Килим               | 0 |

| Результат | Ранг | Дата           | Турнір                       | Покриття | Партнерка       | Суперниці                         | Рахунок       |
| Поразка   | 1.   | 23 січня 1984  | Піттсбург, Пенсільванія, США | Килим    | Трей Льюїс      | Крістіан Жоліссен Марселла Мескер | 6–7, 4–6      |
| Перемога  | 2.   | 23 квітня 1984 | Дурбан, ПАР                  | Тверде   | Пінат Луї       | Клаудія Монтейру Беверлі Моулд    | 7–5, 5–7, 6–1 |
| Перемога  | 3.   | 20 жовтня 1986 | Сінгапур                     | Тверде   | Джулі Річардсон | Сенді Коллінз Шерон Волш          | 6–3, 6–2      |
| Перемога  | 4.   | 26 січня 1987  | Окленд, Нова Зеландія        | Тверде   | Джулі Річардсон | Гретхен Раш Елізабет Мінтер       | 4–6, 6–4, 6–2 |
| Перемога  | 5.   | 27 квітня 1987 | Сінгапур                     | Тверде   | Джулі Річардсон | Барбара Ґеркен Гезер Ладлофф      | 6–1, 6–4      |